# Komplexannahmestelle

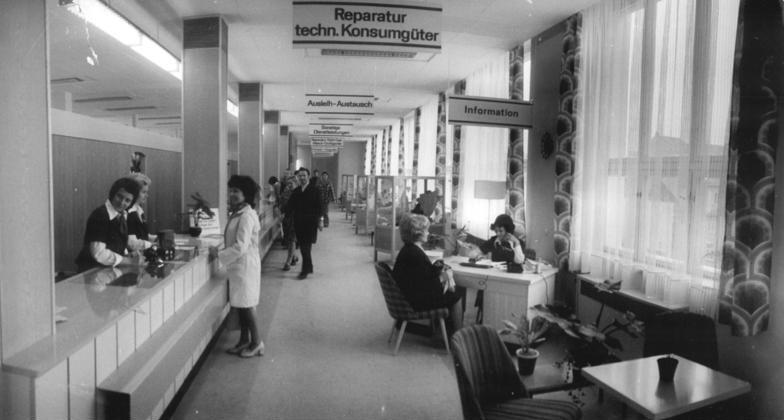
Komplexannahmestelle in Werdau 1975.

Komplexannahmestelle war in der Deutschen Demokratischen Republik (DDR) die Bezeichnung für ein Geschäft, in dem man Reparaturen von Haushaltsgeräten in Auftrag geben konnte. Kleingeräte konnten direkt abgegeben werden. Ferner konnte man Kleidung für die chemische Reinigung abgeben oder Schuhe zur Reparatur bringen. Man bekam einen Abholschein und es wurde die voraussichtliche Bearbeitungsdauer mitgeteilt.
Sogar Altmaterialien, die zur Verwertung gegeben werden sollen, konnten in haushaltsüblichen Mengen angeliefert werden. Diese wurden dann gegen Barzahlung entgegengenommen und weitergeleitet an den VEB SERO.
Betrieben wurden diese Geschäfte von den jeweiligen Dienstleistungskombinaten des Bezirks, der Stadt oder des Kreises.
In Neubaugebieten wurden Komplexannahmestellen oft als Teil eines Versorgungszentrums zusammen mit einem Lebensmittelgeschäft von HO oder Konsum, einem Friseurgeschäft, einer Sparkassenfiliale, einem Restaurant und einer Postfiliale zusammengefasst.
In der Praxis war die Institution Komplexannahmestelle bei den DDR-Bürgern jedoch eher negativ behaftet, da sie zunehmend als Inbegriff für die "Servicewüste DDR" wahrgenommen wurde. Da die Preise für Reparaturen staatlich festgelegt waren, war dieser Geschäftszweig für privat geführte Unternehmen wenig lukrativ, weshalb klassische Reparaturbetriebe wie Schuster oder Uhrmacher (die damals vorherrschenden mechanischen Uhren mussten regelmäßig gewartet werden) oft keine Nachfolger fanden und daher vor allem in den 1980er Jahren ersatzlos schlossen. In den Komplexannahmestellen lag das Reparaturgut jedoch nicht selten wochen- oder gar monatelang und musste bei fehlenden Ersatzteilen dann sogar unrepariert wieder abgeholt werden. Der Unmut über die Komplexannahemestellen und die dahinterstehenden Dienstleistungskombinate war etwa seit Mitte der 1970er Jahre regelmäßig ein Thema für Leserbriefe, Karikaturen und satirische Texte in der Zeitschrift Eulenspiegel, weil dies eines der wenigen Medien war, in dem man sich in der DDR kritisch zu solchen Alltagsproblemen äußern konnte.